# Orconectes shoupi
Orconectes shoupi là một loài tôm sông trong họ Cambaridae. Nó là loài đặc hữu của Tennessee.